# Blake Clark
Blake Clark, född 2 februari 1946 i Macon i Georgia, är en amerikansk komiker, skådespelare, och veteran från Vietnam-kriget.

## Utbildning
Clark avslutade studier vid La Grange College 1969 med inriktning på kreativt framförande.

## Karriär
Clark har ofta setts i Adam Sandlers filmer, såsom The Waterboy, Mr. Deeds, 50 First Dates, Little Nicky, I Now Pronounce You Chuck and Larry och som gäst-röst i Eight Crazy Nights. Han har också synts i ett flertal TV-produktioner, bland annat i komediserien Thea.
Han har medverkat i Toy Story 3 och Toy Story 4 som hunden Slinky, en roll som han övertog från Jim Varney som gick bort i lungcancer 2000.